# Bestla
För Saturnus måne, se Bestla (måne)
Bestla är en jättinna i nordisk mytologi. Hon är gift med Bor, och har sönerna Oden, Vile och Ve. Enligt Snorre Sturlasson är hennes far en jätte vid namn Böltorn, och hon har en bror vars namn inte nämns. Men enligt Hávamál i Den poetiska Eddan är det lika troligt att Böltorn (som här stavas Böltor) är hennes farfar, och att hennes far är den man som med Snorres tolkning blir hennes bror. Hon är i vilket fall som helst asarnas stammoder.

## Källtexterna

### Bestlas far och bror
I tredje Rúnatal-strofen i Hávamál (140) uppges Oden säga: "Jag fick nio maktkväden av den kände sonen till Böltor, Bestlas fader." Frågan är då om det är "sonen till Böltor", eller Böltor själv, som är Bestlas fader.
Snorre Sturlasson uppger i Gylfaginning, kap. 6, att fadern är Böltorn.  Därmed borde saken vara avgjord – om det inte vore för den misstanken att Snorre förmodligen inte har haft någon annan källa rörande Böltorn än just Hávamál 140. I så fall är det inte säkert att Snorre har tolkningsföreträde.
"Den kände sonen till Böltor" blir, beroende på tolkning, antingen Bestlas far eller hennes bror. Hans namn nämns inte, och ingenting annat är känt om honom. Viktor Rydberg ansåg visserligen att han var identisk med Mimer, men den tolkningen saknar källstöd.

### Bestlas söner
I Gylfaginning 6 berättas att kon Audhumbla slickade på salta rimfroststenar och på tre dagar med tungan skulpterade fram ett urväsen som hette Bure. På något sätt fick denne Bure "en son som hette Bor, och denne äktade en kvinna vid namn Bestla, dotter till jätten Böltorn. De fick tre söner, av vilka den förste hette Oden, den andre Vile och den tredje Ve." Att Bestla är Odens mor bekräftas också av två 900-talsskalder: I Vellekla 37, som även finns i Skáldskaparmál 2, använder Einar skålaglam kenningen "Bestlas son" (Bestlu sonr) för att beteckna Oden, och nästan samma kenning, Bestlu niðr, står i en lausavísa av Steinarr Sjónason i Kormaks saga.
Äktenskapet mellan Bor och Bestla var exogamt, framhåller religionshistorikern Gro Steinsland. Detta ”visar något som är karakteristiskt för fornnordiska tankegångar om livet och arterna: nya arter uppstår genom en korsning mellan olika grupper.” De barn som Bestla av den Ymerska ätten fick tillsammans med Bor av Audhumblaätten visade sig vara gudar. Urtidens första äktenskap ledde alltså till ett språng i utvecklingen. Den nya arten – gudarna – kom sedan att vända sig emot sitt eget ursprung. Gudarna dräpte Ymer och skapade världen av hans kropp.

### Tulorna
"Bestla" är också nämnd i en av de namntulor, som i några handskrifter avslutar Skáldskaparmál. Hon är där omgiven av Saga, Sigyn, Siv, Trud, Idun, Frigg, Fulla, Nanna, Gefjon, Härn, Gerd och Laufey; de flesta är gudinnor, ett par är jättinnor. Syftet med namnlistan är oklar.

## Namnet Bestla
Namnet Bestla är ett ålderstiget och svårtolkat ord. Utifrån ett fornfrisiskt bóst har man tänkt sig att ordet skulle kunna betyda "hustru". Namnet skulle då i myten anknyta till Bure (vars namn betyder "stamfader", "fader") och Bor (som betyder "son"). Därmed skulle namnet utpeka Bestla som "hustru" till Bor. En vanligare tolkning har dock varit att härleda namnet utifrån ett rekonstruerat urgermanskt ord *bastilón med betydelsen "barkgivare". Ordet är relaterat till fornnordiska ord som bastr (innerbarken på ett träd) och bestisíma ("bastrep"). Namnet Bestla skulle då kunna tyda på en ursprungsmyt där gudar såväl som människor har utvecklats eller skapats från träd. Ask och Embla var ju de första människornas namn. Kanske är i så fall Bestla barken på världsträdet: det träd där Oden föddes, eller pånyttföddes, genom den initiationsrit (?) som omtalas i Rúnatals þáttr Oðins.